# Alhambra (Königsberg)

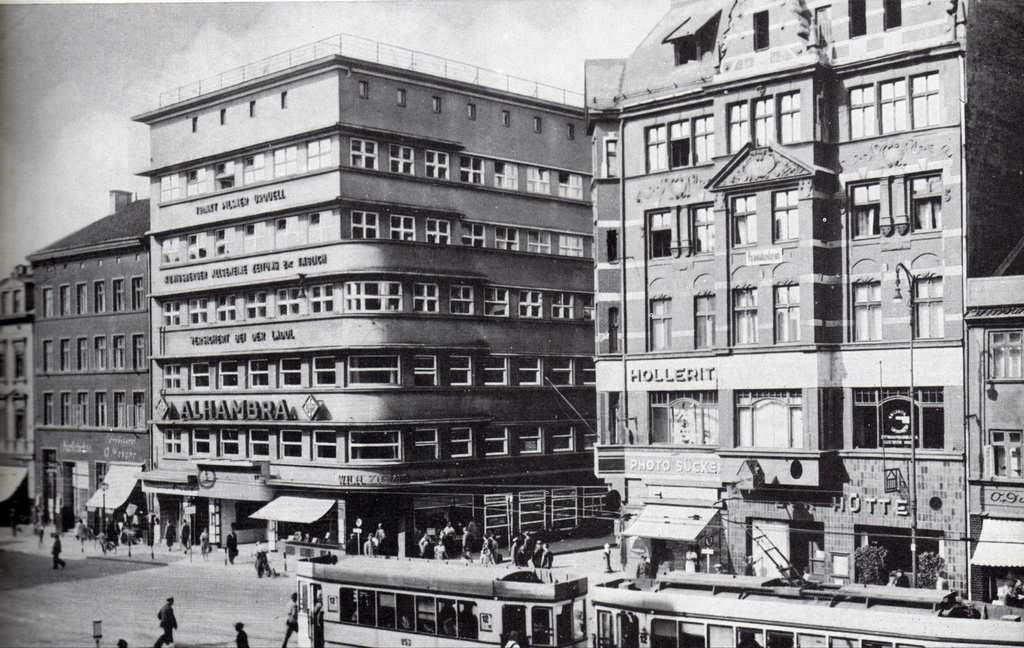
Alhambra

Das Alhambra war ein Büro- und Geschäftshaus mit Kino und Gastronomiebetrieben in Königsberg, an der Straßenecke Steindamm / Wagnerstraße.
Das Gebäude wurde 1931 erbaut. Den Bauteil mit den Büros und Ladenlokalen konzipierte Kurt Frick, das Kino Alhambra, das dem gesamten Bau den Namen gab, entwarf Hans Manteuffel; beide Architekten waren in Königsberg ansässig. Wegen des Kinos und der Gastronomiebetriebe spielte das Gebäude eine wichtige Rolle im Freizeitangebot der Stadt. Auch durch seine relativ moderne Architektur fand es viel Beachtung und wurde zu einem wichtigen Element des Stadtbilds der 1930er Jahre.
Das Gebäude wurde bei den Luftangriffen 1944 zerstört.